# Сара Тру
Сара Брук Тру (англ. Sarah Brooke True; до шлюбу Грофф (англ. Sarah Groff); 27 листопада 1981, Гановер, Нью-Гемпшир) — американська тріатлоністка. Чемпіонка світу з акватлону, призерка чемпіонатів світу з тріатлону. Учасниця двох Олімпіад.

## Досягнення
- Чемпіонка світу з акватлону (1): 2007
- Срібна призерка чемпіонату світу з тріатлону (1): 2014
- Срібна призерка чемпіонату світу в естафеті (1): 2006
- Бронзова призерка чемпіонату світу з тріатлону (2): 2011, 2015

## Статистика
Статистика виступів на головних турнірах світового тріатлону:
| Дата | Назва турніру              | Місце | Очки (час) | Примітки |
| ---- | -------------------------- | ----- | ---------- | -------- |
| 2006 | Чемпіонат світу (естафета) | 2     |            |          |
| 2007 | Чемпіонат світу (акватлон) | 1     | 00:32:52   |          |
|      | Чемпіонат світу            | 16    | 01:56:19   |          |
|      | Кубок світу                | 27    | 83         | [ 1 ]    |
| 2008 | Чемпіонат світу            | 7     | 02:04:08   |          |
|      | Кубок світу                | 4     | 200        | [ 2 ]    |
| 2009 | Світова серія              | 17    | 1839       | [ 3 ]    |
| 2010 | Світова серія              | 20    | 1566       |          |
| 2011 | Чемпіонат світу (спринт)   | 7     | 00:59:06   |          |
|      | Світова серія              | 3     | 2783       |          |
| 2012 | Олімпійські ігри           | 4     | 02:00:00   |          |
|      | Світова серія              | 7     | 3232       |          |
| 2013 | Світова серія              | 9     | 2295       |          |
| 2014 | Світова серія              | 2     | 3987       |          |
| 2015 | Світова серія              | 3     | 4073       |          |
| 2016 | Олімпійські ігри           | LAP   | —          |          |
|      | Світова серія              | 9     | 2855       |          |
| 2017 | Світова серія              | 105   | 149        |          |

Статистика виступів на чемпіонатах світу «Ironman» та «Ironman 70.3»:
| Дата | Назва турніру                     | Місто         | Місце | Загальне місце | Час      | Примітки     |
| ---- | --------------------------------- | ------------- | ----- | -------------- | -------- | ------------ |
| 2017 | «Ironman 70.3 World Championship» | Чаттануга     | 4     |                | 04:21:40 | [ 4 ]        |
| 2018 | «Ironman 70.3 World Championship» | Порт-Елізабет | 10    |                | 04:16:00 | [ 5 ]        |
| 2018 | «Ironman World Championship»      | Кайлуа-Кона   | 4     | 50             | 08:43:43 | елітна група |
| 2019 | «Ironman World Championship»      | Кайлуа-Кона   | DNF   |                |          | елітна група |

## Галерея

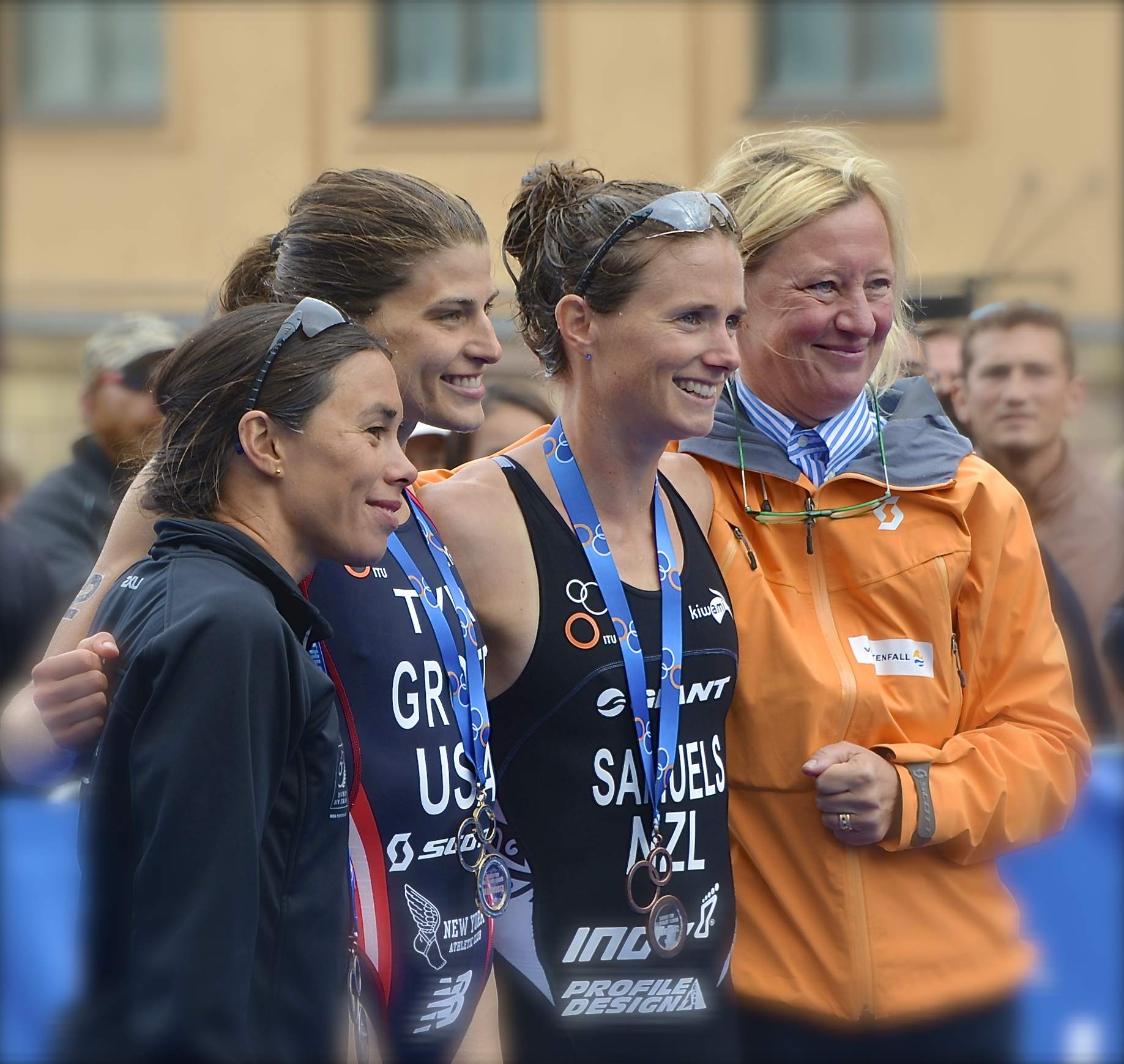
Призери етапу Світової серії в Стокгольмі Андреа Г'юїтт, Сара Тру і Нікі Семюелс (2014).
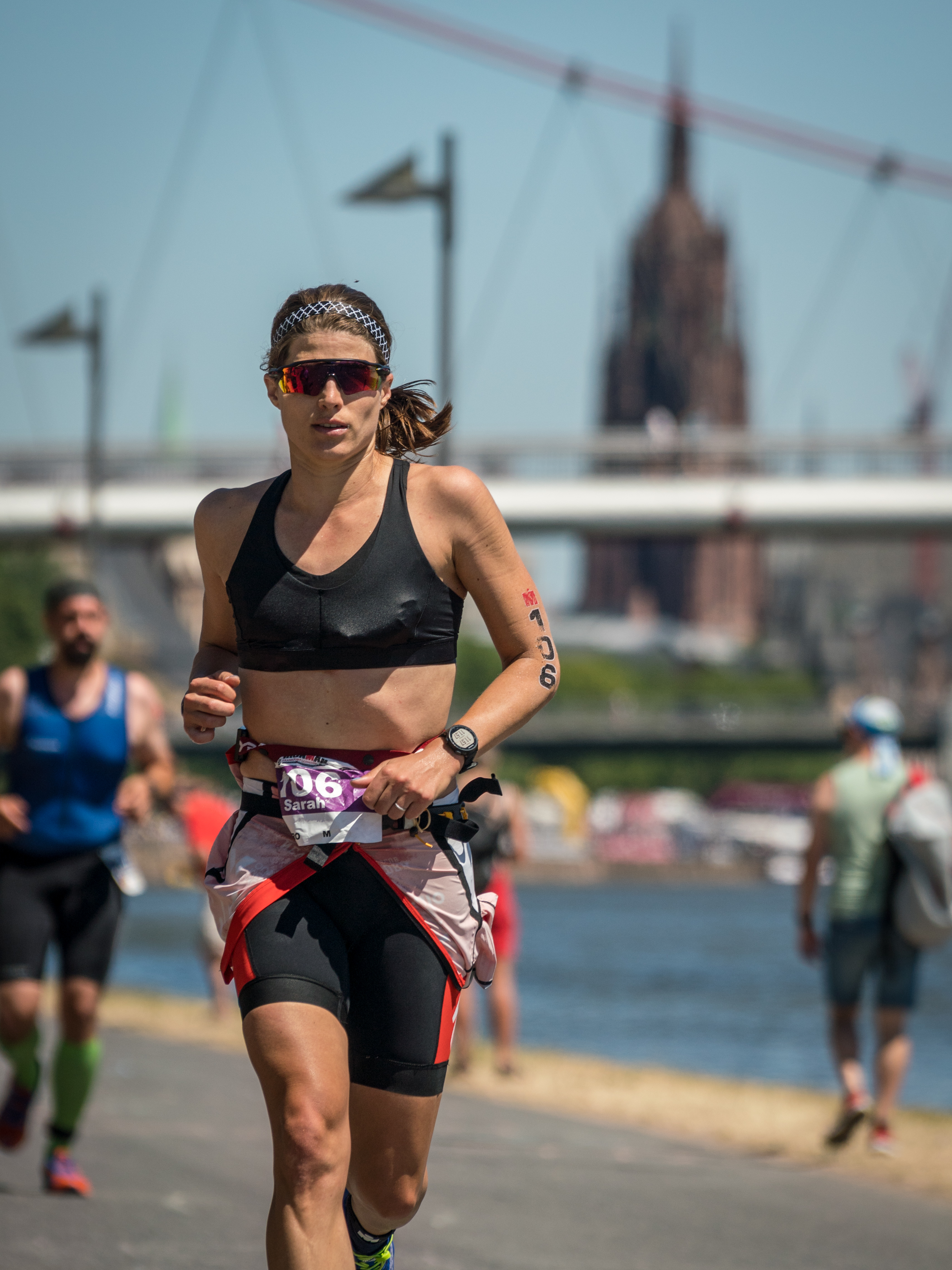
Чемпіонат Європи 2018 на дистанції «Ironman» (Франкфурт-на-Майні).